# Philippe Saman
Philippe Saman és el director de la Cambra de Comerç i Indústria Francesa de Barcelona. El 2015 li fou concedida la Creu de Sant Jordi "per la valuosa activitat que ha dut a terme, des de 1980, al capdavant de la primera de les cambres franceses establertes fora del país i per haver enfortit amb eficàcia les relacions comercials entre Catalunya i França en un marc europeu progressivament renovat."